# Aşk (EP)
Aşk (tr. für: „Liebe“) ist der zweite Extended Play von Demet Akalın. Die EP wurde am 24. Mai 2011 vom Label Seyhan Müzik veröffentlicht und ist nach dem gleichnamigen Lied benannt.

## Inhalt und Rezeption
Die EP beinhaltet sechs Lieder und hat eine Laufzeit von 25 Minuten und 29 Sekunden. Von der Lead-Single Aşk nahm Akalın gemeinsam mit
Erdem Kınay eine zweite Version auf. Das letzte Song mit dem Titel Yanan Ateşi Söndürdük erschien bereits als Club-Version auf dem
gleichnamigen Kollaborationsalbum von Akalın und Fettah Can.
Demet Akalın sprach in einem späteren Interview über den Inhalt des Albums: „Ich habe am und für das Album gearbeitet, aber ich hatte nicht die Absicht, es vollständig zu schreiben. Einige wenige Lieder meines vorherigen Studioalbums Zirve aus dem Jahr 2010 konnten sich in den Top-Ten-Charts platzieren. Ich hatte das Album in Slow-Hits und Dance-Hits gegliedert. Aus den Slow-Hits wollte ich ein zusammengestelltes Video kreieren. […] Als ich das Lied „Bende Özledim“ aufnahm und es erstmals der Öffentlichkeit präsentierte, bekam es seitens der Kritiker und Fans positive Bewertungen und Reaktionen. Also nahm ich diesen Song in meinen neuem Mini-Album mit auf. Auch „Deliyim“, den ich mit David Şaboy produziert hatte, wurde positiv bewertet.“

## Coverbild
Auf dem Coverbild ist Akalın in einer Hüftbildposition zu sehen. Sie hat ihren Blick dabei nach vorn zum Betrachter gerichtet. Ihre beiden Arme sind nach oben angewinkelt. Beide Hände hat Akalın an ihren Kopf gelegt, welcher leicht nach hinten geneigt ist. Den Mund hat Akalın leicht geöffnet. Auf ihren Lippen hat sie roten Lippenstift aufgetragen. Akalın trägt auf dem Foto einen roten Kimono, der oben und unten geöffnet und nur im Bereich der Hüfte zusammengebunden ist.
Der Hintergrund der Covers ist bläulich-weiß gefärbt und soll vermutlich einen blauen Himmel mit weißen Wolken darstellen. Im Vorder- und Hintergrund ist Akalın von zahlreichen Palmengewächsen umgeben. Der Albumtitel AŞK steht in gelblich-grünen bis rötlichen Buchstaben in der rechten oberen Ecke. Der Name der Künstlerin DEMET AKALIN wurde in weißen Buchstaben verfasst und befindet sich über dem Titel des Albums.

## Titelliste
| #  | Titel                     | Songschreiber   | Produzent       | Länge |
| -- | ------------------------- | --------------- | --------------- | ----- |
| 1. | Aşk                       | Ceyhun Çelikten | Ceyhun Çelikten | 4:00  |
| 2. | Sabıka                    | Ceyhun Çelikten | Ceyhun Çelikten | 4:51  |
| 3. | Deliyim                   | Evrim Dökme     | Evrim Dökme     | 4:02  |
| 4. | Bende Özledim             | Ferdi Tayfur    | Ferdi Tayfur    | 4:05  |
| 5. | Aşk (Erdem Kınay Version) | Ceyhun Çelikten | Ceyhun Çelikten | 3:54  |
| 6. | Yanan Ateşi Söndürdük     | Cansu Kurtçu    | Fettah Can      | 5:17  |

## Verkaufszahlen
| Land   | Verkäufe |
| ------ | -------- |
| Türkei | - 40.000 |

## Chartplatzierungen

### Singles
| Jahr | Titel Album | Höchstplatzierung, Gesamtwochen, AuszeichnungChartsChartplatzierungen (Jahr, Titel, Album, Platzierungen, Wochen, Auszeichnungen, Anmerkungen) | Anmerkungen                        |
| Jahr | Titel Album | TR | Anmerkungen                        |
| ---- | ----------- | --- | ---------------------------------- |
| 2011 | Aşk         | TR8 (… Wo.)TR | Erstveröffentlichung: 24. Mai 2011 |
| 2011 | Sabıka      | TR5 (… Wo.)TR | Erstveröffentlichung: 26. Mai 2011 |

## Mitwirkende
Folgende Personen trugen zur Entstehung des Albums Aşk bei.

### Produktion
- Ausführende Produzenten: Bülent Seyhan, Demet Akalın
- Produktion: Bülent Seyhan, Demet Akalın
- Mastering: Barış Büyük, Erol Temizel

### Visuelles
- Artwork, Fotografien: Nihat Odabaşı, Özlem Semiz, FRS
- Styling: Müjdat Küpşi, Erkan Uluç